# Ana Vidović (pjesnikinja)
Ana (Anka) Vidović (? - 1879.) je bila hrvatska pjesnikinja iz Zadra. Stjepan Buzolić ju u nekrologu u Vijencu naziva Ankom Vidović Šibenčankom.
Bila je hrvatska preporoditeljica. Na svojem je imanju okupljala društvo srčanih domoljubnih žena koje su se prije svega svojevrsnom kulturnom logistikom, pridružile domorodnim aktivnostima.
Pisala je angažiranu, domoljubnu i prigodnu poeziju. Radovi su joj zabilježeni u prvim hrvatskima književnim časopisima.